# أحمد دعدوش
أحمد دعدوش هو باحث وكاتب وصحفي وناشط في الثورة السورية، وُلد عام 1979. يُعرف بعمله في مجال مقارنة الأديان، واهتمامه بالقضايا الفكرية والثقافية. أسس وأشرف على مشروع "السبيل"، وهو مشروع ثقافي إسلامي وسطي يهدف إلى التوعية ومواجهة التفاهة والتضليل والاستبداد. يتناول المشروع قضايا دينية وفكرية وسياسية، ويقدم مراجعات للكتب والشخصيات، ويصنع برامج كرتونية هادفة لليافعين. لا يتبع المشروع دولة ولا تنظيمًا، ويعتمد على التمويل الذاتي والإعلانات ودعم المتابعين.
يحمل دعدوش دبلوم الدراسات العليا في العلاقات الدولية، ومُجاز في العقيدة والفلسفة من كلية أصول الدين، ومُجاز في الاقتصاد والتخطيط، أصدر عدة مؤلفات في قضايا فكرية وإعلامية، أبرزها كتاب مستقبل الخوف وكتاب خارطة الطوائف، وحواراتي مع القرآن. عمل دعدوش سابقًا صحفيًا في قناة الجزيرة، حيث قدم تقارير ومقالات تناولت قضايا فكرية وثقافية. بعد مغادرته القناة، واصل نشاطه الإعلامي من خلال منصات التواصل الاجتماعي، حيث يُتابع من قبل العديد من المهتمين بقضايا الفكر والثقافة.

## التعليم والنشأة
أحمد دعدوش حاز على دبلوم الدراسات العليا في العلاقات الدولية، بالإضافة إلى دراسات أكاديمية في العقيدة والفلسفة من كلية أصول الدين. كما يحمل مجازًا في الاقتصاد والتخطيط.

## النشاط الفكري والإعلامي
بدأ دعدوش نشاطه الفكري والإعلامي مبكرًا، حيث عمل كصحفي في قناة الجزيرة، حيث قدّم تقارير تناولت قضايا فكرية وثقافية ودينية، وعُرف بآرائه النقدية تجاه بعض الظواهر الفكرية والسياسية السائدة. بعد مغادرته قناة الجزيرة، استمر في نشر أفكاره من خلال منصات الإعلام الاجتماعي، التي أصبحت أحد الأدوات الرئيسية في الوصول إلى جمهوره.

## مشروع "السبيل"
أسس دعدوش مشروع "السبيل"، وهو منصة ثقافية إسلامية تهدف إلى تقديم محتوى فكري معتدل وموثوق بعيد عن التطرف. يعتمد المشروع على إنتاج برامج فكرية وتعليمية، بالإضافة إلى مراجعات نقدية للكتب والشخصيات الفكرية. يركز "السبيل" أيضًا على تقديم برامج كرتونية لليافعين لتعزيز التفكير النقدي والوعي الثقافي.
المشروع يُعد منصة مستقلة، لا ترتبط بأي تنظيم أو دولة، ويعتمد على التمويل الذاتي والدعم من المتابعين. يحظى "السبيل" بشعبية كبيرة بين الفئات المهتمة بالقضايا الفكرية والثقافية في العالم العربي.

## آراؤه الفكرية
أحمد دعدوش يُعرف بآرائه النقدية تجاه الفكر المتطرف، ويُعتبر من أبرز الأصوات التي تُروج للفكر الإسلامي المعتدل الذي يرفض التطرف والتكفير. كما يسعى من خلال أعماله إلى مقاومة الظواهر الفكرية والسياسية التي يراها مؤذية للأمة الإسلامية وللشعوب العربية.
يصف دعدوش نفسه بأنه "ناشط ضد الطواغيت"، في إشارة إلى رفضه للأنظمة الطاغية والفكر الاستبدادي. ويسعى إلى تحفيز الأفراد على التفكير النقدي والابتعاد عن التقليد الأعمى.

## الأعمال المنشورة
أحمد دعدوش هو مؤلف لعدة كتب فكرية، أبرزها كتاب "مستقبل الخوف"، الذي يناقش فيه تأثيرات الخوف في المجتمع وكيفية مقاومته من خلال الفكر والتوعية. كما أعد العديد من البرامج والأفلام الوثائقية التي تناولت قضايا فكرية ودينية. كما يشارك بانتظام في الندوات والفعاليات الفكرية التي تهدف إلى تعزيز الفكر النقدي في العالم العربي.

### مؤلفاته
- مقالات العشرية الحمراء. سنة الإصدار: 1444 ه، 2023 م.
- المغالطات المنطقية في وسائل الإعلام.نُشر في : 1434، 2014[6]
- مشكلة الزمن من الفلسفة إلى العلم.[7] نُشر في: 1431، 2011.
- ضريبة هوليود؛ ماذا يدفع العرب والمسلمون للظهور في الشاشات العالمية؟. نُشر في: 1431، 2014.[8][9][10]
- طه حسين بين التحرير والتغريب: دراسة نقدية لكتاب مستقبل الثقافة في مصر. نُشر في: 1432، 2011.[11]
- دليل الناشط الإعلامي. نُشر في: 1434، 2013.[12]
- قوة الصورة - كيف نقاومها؟ وكيف نستثمرها؟، نُشر في: 1435 هـ، 2014 م.[13][14]
- مستقبل الخوف، سنة الإصدار: 1442 هـ / 2021 م.[15]
- في حب الرسول ﷺ، سنة الإصدار: 1442 هـ / 2021 م، بالاشتراك مع آخرين.[16]
- حواراتي مع القرآن. عدد الصفحات: 184، سنة الإصدار: 1444 هـ / 2022 م.[17]
- خارطة الطوائف، سنة الإصدار: 1445 هـ / 2024 م.[18]
- رواية الشلال، سنة الإصدار: 1445 هـ / 2024 م.[19]

### مقالاته
- من الشنتوية إلى إلحاد 86%.. كيف أعادت أميركا تشكيل الشعب الياباني؟، نُشر في 2024.
- هل يتخذ مسلمو كندا التعليم المنزلي بديلا عن مناهج دعم الشذوذ؟، نُشر في 2023.[20]
- يمتعض منها رجال الكنيسة ويتقبلها العلمانيون والليبراليون.. هكذا أصبحت الشامانية أسرع “الأديان” انتشارا في بريطانيا، نُشر في 2023.[21]
- الكنائس صارت تباع أكثر من المنازل.. لماذا يتراجع التدين في أميركا؟، نُشر في 2023.[22]
- حركة العصر الجديد.. الروحانية الباطنية التي تزداد انتشارا في عصر العلمانية والعلم، نُشر في 2023.[23]

- الأرثوذكسية.. كنيسة ارتبطت بالسياسة من قسطنطين إلى بوتين، نُشر في 2022.[24]
- تراجع المسيحية في الغرب.. أسئلة مصيرية عن البدائل والهوية ومستقبل الحضارة، نُشر في 2022.[25]
- اثنان من أتباعها اغتالا أنديرا غاندي.. ما السيخية؟ وما القواعد الخمس التي يلتزم بها رجالها؟، نُشر في 2022.[26]
- محاولات المهاتما غاندي لتحديثها تسببت باغتياله.. ما الهندوسية وبماذا يؤمن أتباعها؟، نُشر في 2022.[27]
- الزرادشتية المجوسية.. ديانة للفرس اندثرت على يد الصحابة تعود من جديد، نُشر في 2022.[28]
- الغموض يكتنف قصة نشوئها.. ما البوذية وما أبرز أركانها؟ وهل هي ديانة أم فلسفة؟، نُشر في 2022.[29]
- الكونفوشية.. ما هذه “الديانة” الصينية؟ وكيف باتت نموذجا للصراع الثقافي مع الغرب؟، نُشر في 2022.[30]
- الشنتوية.. قصة ديانة قدّست اليابان ورفعت الإمبراطور إلى مرتبة الآلهة، نُشر في 2022.[31]
- الطاوية.. ديانة قادمة من أعماق التاريخ الصيني وهذه فلسفتها، نُشر في 2022.[32]
- هل تسعى للمجد والسلطة؟.. اصنع جمهورك فقط، نُشر في 2019.[33]

- أمة "واغضض من صوتك" لا تعرف الهدوء، نُشر في 2019.[34]

- صعود التفاهة، نُشر في 2017.[35]

- أشعلوا حرب العصابات بأرضهم.. أو استعدوا للموت، نُشر في 2016.[36]
- هل المجتمعات الملحدة أكثر سعادة حقا؟، نُشر في 2016.[37]
- نحن قوم لا نصدّق حتى نجرب، نُشر في 2016.[38]
- بين بلال السينمائي وبلال الصحابي، نُشر في 2016.[39]
- عندما يصبح مشايخ الطواغيت هم "أهل السنة" وحدهم، نُشر في 2016.[40]
- عندما يصبح البكيني من مبادئ الجمهورية المقدسة، نُشر في 2016.[41]

- إشكاليات الثقافة في عصر العولمة، نُشر في 2014.[42]
- هل فاتنا قطار الإبداع؟ نُشر في 2009.[43]
- لماذا لا يفهم بعضنا البعض الآخر؟ نُشر في 2009.[44]
- وماذا سنخفي وراء الحجاب؟ نُشر في 2007.[45]
- السعادة في القرآن الكريم، نُشر في 2007.[46]
- الجدوى الاقتصادية للبحث العلمي، نُشر في 2006.[47]
- إشكاليات الثقافة في عصر العولمة، نُشر في 2006.[48]
- من الذي لا يدري؟!، نُشر في 2006.[49]
- النظرة الاختزالية للمرأة في ظل الواقع البراغماتي المعاصر، نُشر في 2006.[50]
- الليبراليون العرب.. هل هم حقا ليبراليون؟، نُشر في 2006.[51]
- لماذا رحلوا.. وعاد عمرو خالد؟، نُشر في 2006.[52]

### عمله في الإعلام
- بدأ عمله مع شركات للإنتاج الإعلامي في دمشق عام 2007، وشارك في إعداد وإخراج عدد من البرامج مثل: "الهجرة إلى الشرق" و"أيها المريد" و"عقل وقلب".
- انتقل إلى السعودية عام 2009 للعمل مع مجموعة زاد الإعلامية وقناتي المجد ودليل الفضائيتين، وشارك في إعداد وإخراج برامج مثل: "الراصد" و"الشاهد" و"ذكريات الحج" و"بدون لكن" و"يكفي كلام".
- في عام 2010 أنتج سبعة أفلام وثائقية قصيرة لبرنامجي "حديث الصباح" و"زمام المبادرة" على قناة الجزيرة.
- في عام 2011 التحق بشبكة الجزيرة في قطر، وعمل فيها صحفيا ومحررا لمدة 11 سنة.
- يقدم منذ 2017 سلاسل متنوعة على قناة السبيل في يوتيوب وبودكاست السبيل، مثل "مراجعات السبيل" و"عالم السر" و"الإلحاد غير البريء".

## روابط خارجية
- مشروع السبيل al-sabeel